# VZ-2 (航空機)
VZ-2
- 用途：VTOL機の研究
- 分類：実験機
- 製造者：バートル
- 運用者： アメリカ合衆国（アメリカ陸軍）
- 初飛行：1957年8月13日
- 生産数：1機
- 運用開始：1957年
- 退役：1965年
- 運用状況：退役

VZ-2はアメリカ合衆国で試験された垂直離着陸実験機。アメリカ航空宇宙局やアメリカ海軍と協力しつつ、アメリカ陸軍が発注した機体である。製造担当はバートル社。1機が製造された。

## 概要
VZ-2は、ティルトウイング方式の実験機である。基礎実験機として、簡易な構造をしており胴体部などは外板がないフレーム構造のままであった。ターボシャフトエンジン1基を胴体中央上部に搭載し、駆動軸を通じて左右主翼各1基ずつの3枚ローターを回転させる。大型ローターが取り付けられた主翼は、水平時の0度から上向き90度まで、迎え角を変えることができる。尾翼はT字尾翼であるが、ダクテッドファンが垂直・水平尾翼の双方に埋め込まれ、低速時ないしホバリング時の機体操作に用いられた。
陸軍は、1956年に4月15日に発注している。初飛行として、垂直離陸に1957年8月13日に成功し、垂直離陸から水平飛行への転換飛行は1958年7月23日に成功した。陸海軍は1960年まで試験を行い、その後はNASAが1965年まで試験した。VZ-2は450回以上の飛行試験を行い、総飛行時間は50時間以上、転換飛行試験は273回を数え、うち43回では完全な転換飛行を行なっている。退役後は、国立航空宇宙博物館に保管されている。
なお、アメリカ空軍はほぼ同時期に同じくティルトウイングのX-18の試験を行っている。

## 要目
- 全長：8.05m
- 全幅：7.59m
- 全高：4.57m
- エンジン：ライカミング YT53-L-1 ターボシャフトエンジン 1基（700hp）
- ローター直径：2.90m
- 最大速度：340km/h
- 乗員：1名